# Теория сновидений Карла Юнга
Карл Густав Юнг не разделял концепцию Зигмунда Фрейда, обрисованную в трактате «Толкование сновидений», что сновидения являются «шифром», кодирующим запретные импульсы полового влечения, репрезентацией неосуществлённых желаний, считая такой взгляд упрощённым и наивным. На самом деле сновидение, писал Юнг, является «прямой манифестацией бессознательного» и только «незнание его языка мешает понять его послание».
В целях толкования сновидений, в отличие от Фрейда, Юнг призывал сновидца не «убегать в свободные ассоциации», а сосредоточиться на конкретном образе сновидения и дать ему как можно больше аналогий. Юнг считал, что метод свободных ассоциаций позволяет выявлять лишь личные (индивидуальные) ассоциации сновидца, группирующиеся вокруг комплексов (что Юнг доказал экспериментально), но не даёт приблизиться к смыслу самого сновидения.
По Юнгу, смысловое поле сновидения гораздо шире этих индивидуальных рамок и отражает богатство и сложность всей сферы бессознательного — как индивидуального, так и коллективного. Одна из идей Юнга заключается в том, что душа как саморегулирующийся организм компенсирует установку сознания противоположной бессознательной установкой. Поэтому помощь в интерпретации сновидения способна оказать мифология, поскольку сновидения говорят на мифологическом языке символов, объединяющих противоположные установки в целостные смысловые категории. Только непонимание языка символов ставит интерпретатора в положение «француза, который оказавшись на улицах Лондона убеждён что все окружающие издеваются над ним, либо пытаются что-то скрыть».
Юнг считал сновидение средством наладить связь между сознанием и подсознанием и видел в сновидении функцию компенсации позиции Эго. Также он особо выделял «большие» сновидения, то есть сны, сопряжённые с нуминозным чувством восторга и ужаса. В этих сновидениях Юнг видел высшее духовное руководство, которое исходит из центра человеческого (а возможно и всякого) бытия — Самости.
Юнг разработал два основных подхода к анализу материала сновидений: объективный и субъективный. В объективном подходе каждый персонаж сна относится к реальному человеку: мать — это мать, подруга — подруга и т. д. В субъективном подходе каждый персонаж сна представляет аспект самого сновидца. Юнг считал, что хотя сновидцу может быть сперва сложно принять субъективный подход, но в процессе работы над сновидением он сможет опознать в персонажах сна свои черты и неведомые ранее аспекты своей личности. Так, например, если человеку снится, что на него нападает убийца, то сновидец может осознать свои гомицидальные импульсы. Этот подход расширен гештальт-терапевтами: они считают, что даже неодушевлённые объекты во сне могут рассматриваться как воплощения аспектов личности сновидца.
Юнг считал, что архетипы (Анима и анимус, Тень и др.) проявляют себя в снах через символы или персонажей. Это может быть старик, молодая девушка или огромный паук, участвующие в сюжете. Каждый воплощает бессознательную установку, по большей части скрытую от сознания. Даже являясь неотъемлемой частью психики сновидца, они зачастую существуют автономно и воспринимаются сновидцем как внешние фигуры. Знакомство с архетипами, проявляющимися в символах сновидений, позволяют человеку лучше осознавать свои бессознательные установки, интегрировать ранее отщеплённые части личности и включаться в процесс целостного понимания своей Самости, что Юнг считал главной задачей аналитической работы.
Юнг считал, что материал, подавляемый сознанием (к чему Фрейд и сводил бессознательные содержания вообще), подобен тому, что в его концепции именуется Тенью, и составляет лишь некоторую часть бессознательного.
Юнг предостерегал от слепого приписывания символам сна определённых значений без ясного понимания личной ситуации сновидца. Он описывал два подхода к символам сновидения: причинный подход и финалистический подход. В причинном подходе символ редуцирован до определённых базовых тенденций. Таким образом, меч может символизировать пенис, змея — тоже. В финалистическом подходе интерпретатор сновидения спрашивает: «Почему именно этот символ, а не иной?». Тогда меч может репрезентировать пенис за счёт своих качеств: он твёрдый, острый, неодушевлённый и разрушительный. А змея, репрезентируя пенис, указывает на другие качества: нечто живое, опасное, возможно, ядовитое и скользкое. Финалистический подход раскрывает дополнительные нюансы смысла установки, в которой находится сновидец.
В отношении техники работы со сновидениями Юнг рекомендовал разбирать каждую деталь сна в отдельности, а потом выявлять суть сна для сновидца. Такой подход является адаптацией процедуры, описанной Вильгельмом Штекелем, который советовал обдумывать сон, как статью в газете, и придумывать для неё заголовок. Гарри Стэк Салливан также описывает подобные процессы «дистилляции сна».
Хотя Юнг настаивал на универсальности архетипических символов, его точка зрения противоположна пониманию знака — образа, который имеет однозначно определённое значение. Его подход заключался в том, чтобы распознавать динамику и текучесть, которые существуют между символом и его значением. Символы должны исследоваться как источники индивидуального значения для пациентов, а не сводиться к предопределённым концепциям. Это убережёт интерпретатора сновидения от скатывания к теоретическим и догматическим упражнениям, которые уводят процесс от психологического состояния пациента. В поддержку этой идеи он подчёркивал, что очень важно «прилипнуть к сновидению» — раскрывать глубину его смысла через ассоциации клиента к отдельному образу. Такой подход совершенно противоположен свободным ассоциациям Фрейда, уводящим от черт образа. Он описывал, например, образ «деревянный стол». Может быть, у сновидца нашлись бы какие-то ассоциации с этим образом или, напротив, отсутствовали бы какие-либо личные смыслы (что вызвало бы подозрения в особой значимости образа). Юнг же просит пациента представить себе этот образ как можно более живо и рассказать о нём так, как если бы собеседник никогда не видел деревянных столов.
Юнг подчёркивал важность контекста в понимании сновидения. Он считал, что сновидение надо понимать не просто как сложную загадку, изобретённую бессознательным, которую надо расшифровать для раскрытия каузальных факторов, стоящих за ней. Сновидения не могут служить детекторами лжи, которые раскрывали бы нечестность сознательной установки. Сновидения, как само бессознательное, говорят на собственном языке. Будучи репрезентациями бессознательного, образы сновидений самодостаточны и обладают собственной логикой. Юнг полагал, что сновидения могут содержать важные сообщения, философские идеи, иллюзии, дикие фантазии, воспоминания, планы, иррациональные переживания и даже телепатические прозрения.
Сознательная, или «дневная» жизнь души дополнена бессознательной, «ночной» стороной, которую мы воспринимаем как фантазию. Юнг считал, что несмотря на очевидную важность нашей сознательной жизни, нельзя недооценивать важность бессознательной жизни в сновидениях.